# 名曲ラジオ 三浦紘朗です
名曲ラジオ 三浦紘朗です（めいきょくラジオ・みうらひろあきです）は、ラジオ関西で2008年10月より毎週放送されていた音楽番組である。

## 概要
- 以前2005年から3年間日曜日（一時期土曜日）に放送されていた「名曲ラジオアワー」のスタイルを踏襲する形で放送時間を大幅に短縮して送る洋楽専門番組（まれに、邦楽を日本国外のアーティストがカバーした楽曲を、外国語に翻訳したもの、あるいは日本語でアレンジしたもので放送する場合もある）。
- ラジオ関西は日本で初めて電話リクエスト番組を実施するなど、洋楽番組には積極的に取り組んでいる。この番組では電話リクエスト全盛の1950年代-1970年代の楽曲を中心にリスナーのリクエストを中心に選曲。その間にお便り、三浦のアナウンサー時代のこぼれ話などを披露する。
- 2022年3月2日生放送分にて、三浦の個人的な都合により2022年3月30日生放送分をもって終了すると発表された。神戸新聞の取材に答えた番組ディレクターは「洋楽のラジ関の一時代の終わりを感じる。代わりはいない」[1]と述べているが、実際には金曜日（上半期は不定期放送）の18時から20時台に放送されている『アナログ・コネクション』に事実上機能を統合する。
- 放送時間遍歴
  - 2008年10月-2009年3月　日曜20:30-21:20
  - 2009年4月-2009年9月　日曜19:00-20:00（但し週によって単発の特別番組に差し替える場合があり、短縮や休止が生じることもある）
  - 2009年10月-2010年3月　木曜26:00-27:00（金曜未明2時から3時）
  - 2010年4月-2011年4月・2011年10月-2012年9月　金曜27:00-29:00（土曜早朝3時から5時）[2]
  - 2011年5月-9月 金曜28:00-29:00（土曜早朝4時から5時）
  - 2012年10月-2013年3月　日曜5:00-6:00
  - 2013年4月-12月　日曜27:00-28:00（月曜早朝3時から4時）
  - 2014年1月-2015年3月　日曜25:00-27:00（月曜未明1時から3時）
  - 2015年4月-9月・2016年4月-9月　不定期・木曜17:55-21:00[3]
  - 2015年10月-2016年3月　水曜17:55-20:00
  - 2016年10月-2017年3月、2017年10月-2018年3月　水曜18:00-20:00
  - 2017年4月-9月　不定期・木曜17:55-21:30[3]
  - 2018年4月-9月　不定期・水曜18:00-21:00[3]
  - 2018年10月-2019年3月 水曜19:00-21:00
  - 2019年4月-9月　不定期・水曜18:00-21:00[3]
  - 2019年10月-2020年3月　水曜18:00-20:30
  - 2020年4月-9月　不定期・水曜18:00-20:30[3]
  - 2020年10月-2021年3月　水曜18:00-20:00
  - 2021年4月-9月　不定期・水曜18:00-19:30[3]
  - 2021年10月-2022年3月　水曜18:00-19:30

リバイバル
  - 2017年4月より、前週放送分を30分ずつに再編集したものを、翌週月曜日から木曜日6:15-6:45(2019年3月までは5:30-6:00)に『名曲ラジオリバイバル』として放送。
  - 但し、年度上半期に、ナイター放送が行われた影響で前週に放送がなかった週は、2017年度は過去に放送されたものの再編集、2018年度以降は朝用の新作、ないしは過去の18時台の特集の再放送をしている。